# 卡里讷兰
卡里讷兰（德語：Carinerland）是德国梅克伦堡-前波美拉尼亚州的一个市镇。总面积37.85平方公里，总人口1138人，其中男性630人，女性508人（2011年12月31日），人口密度30人/平方公里。